# سامیاما
 سامیاما  {(به سانسکریت:  संयम saṃ-yama)
سه درجه آخر یوگا، سامیاما (samyama) نامیده شده و عبارت است از تمرکز نیروی معنوی، مراقبه و مقام وصال
(Dhāraṇā - Dhyāna - Samadhi) این سه مرتبه در ذات خویش (samadhi) آنچنان به هم نزدیک و مرتبط اند و طوری درهم آمیخته‌اند که همهٔ آنان را بر روی هم «مجموعه» (samyama) می‌گویند.

## تمرکز
یوگی با انجام تمرکز نیروی معنوی و مراقبه و سامادی (samyama) کراماتی بدست می‌آورد و در حین پیشرفت و ترقی خود به تدریج به مراتب عالی آگاهی دست می‌یابد و به ذات اشیاء پی می‌برد.

## سامیاما سامادهی
با تمرکز عمیق سامیاما سامادهی (Samyama Samanid) روی جنانِندرییانی (Jnanendriyani حواس) و در نهایت رهایی یوگی از قید
و کنترل اینرییانی (Ind riyani).